# Černý rybník (Smrčná)
Černý rybník je rybník mezi obcemi Smrčná a Větrný Jeníkov v okrese Jihlava. Nachází se 1,8 km na západ od Smrčné a 1,7 km od Větrného Jeníkova. Rozloha rybníka je 14,1 ha a leží v nadmořské výšce 653,6 m n. m. Hráz se nachází na východní straně rybníka. Jeho břehy jsou z velké části obklopeny lesními porosty.
V roce 2013 proběhla oprava výpustného zařízení.

## Vodní režim
Rybník je napájen dvěma rameny Smrčenského potoka, který nedaleko pramení. Na východní straně z rybníka vytéká na dvou místech a směřuje k obci Smrčná.

## Využití
Rybník je využíván k rekreačním účelům. V okolí se nachází chatová osada a travnatá pláž. Je na seznamu ploch ke koupání (identifikátor KO610501) a jeho voda je pravidelně kontrolována. Kvalita vody je dlouhodobě dobrá.
Rybník je také využíván pro chov ryb.

## Zajímavosti
- Studánka Pod Černým rybníkem.
- Cyklotrasy a turistické trasy.